# Loewak
De loewak (ook wel: noordelijke palmroller of koffierat) (Paradoxurus hermaphroditus) is een soort uit de familie van de civetkatachtigen (Viverridae) die van oorsprong voorkomt in Pakistan, India, Zuid-China en Zuidoost-Azië. In 2014 werden twee soorten afgesplitst: de Filipijnse palmroller (Paradoxurus philippinensis) uit de Filipijnen en Borneo en de zuidelijke palmroller (Paradoxurus musanga) uit Zuidoost-Azië, Sumatra en Java.

## Algemeen
Het uiterlijk van de loewak heeft veel weg van een civetkat. Een groot verschil is het gebit dat meer geschikt is voor het fruit dat ze bij voorkeur eten. Loewaks zijn solitair levende nachtdieren die vooral in de boomtoppen verblijven. De loewak heeft een lang en slank lichaam met korte poten. Ze wegen zo'n twee tot vier kg en zijn tussen de 45 en 60 cm lang. Hun staart is nog eens zo'n 45 tot 55 cm lang. De vacht is grof grijsachtig met zwarte plekken erdoorheen. De vacht op de snuit, hals en poten is ook zwart van kleur.
De loewak kan zo'n 22 jaar oud worden.

## Verspreiding en leefgebied
Loewaks leven in tropische regenwouden en bossen, vaak grenzend aan landbouwgebieden.

## Ondersoorten
Er worden twee ondersoorten erkend:
- Paradoxurus hermaphroditus hermaphroditus Jourdan, 1837 – Komt voor in India, Nepal, Bhutan, Pakistan en Bangladesh.
- Paradoxurus hermaphroditus minor Bonhote, 1903 – Komt voor in China en het noorden van Laos, Vietnam, Thailand en Myanmar.

## Voedsel
De loewak is een omnivoor, maar eet voornamelijk fruit (vijgen). Daarnaast eten ze wel kleine knaagdieren, reptielen, eieren, insecten en koffiebessen. Ook is het dier verzot op palmboomsap, waardoor het de bijnaam toddy cat kreeg.

## Voortplanting
De loewak wordt seksueel actief op een leeftijd van elf tot twaalf maanden. Paren kan het hele jaar plaatsvinden. Het vrouwtje werpt twee tot vijf jongen in een keer in een holle boom, of in spleten van rotsen.

## Kopi loewak of civetkoffie
Kopi loewak of civetkoffie wordt gemaakt van koffiebonen die door de loewak na het eten van koffiebessen zijn uitgepoept en is een tijd de duurste koffiesoort geweest.
De Engelse schrijver, komiek en acteur Stephen Fry schonk in 2005 bij wijze van huwelijksgeschenk een zakje met deze bonen aan prins Charles en Camilla Parker.